# عملية الأفعى

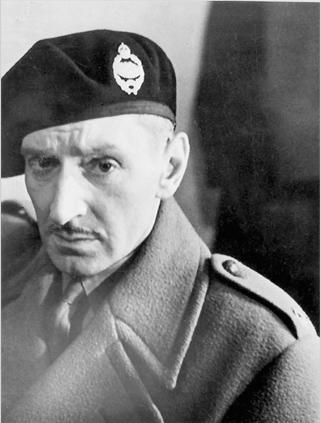
كليفتون جيمس في هيئة مونتغمري عام 1944

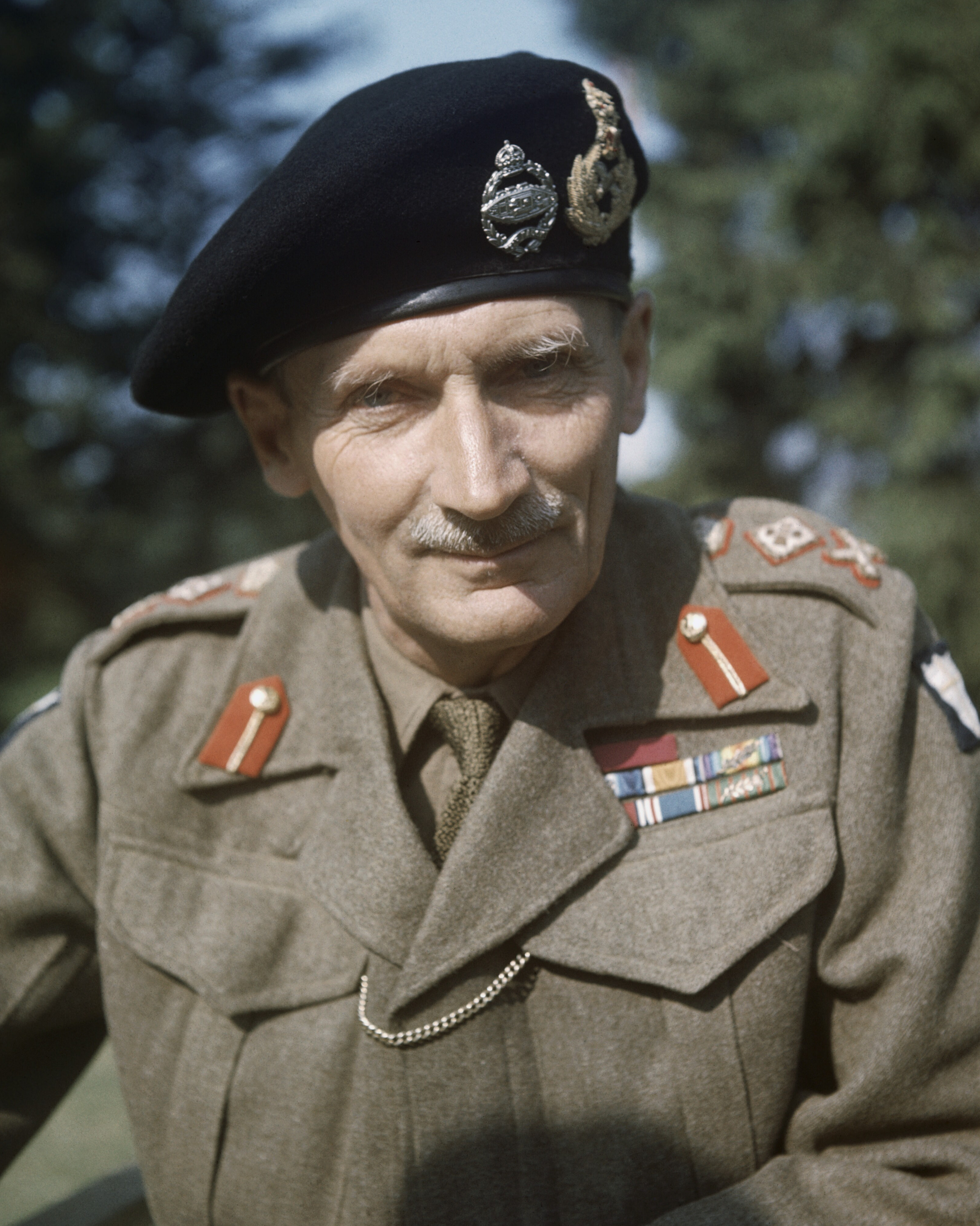
مونتغمرى مُصوراً في عام 1944

عملية الأفعى (بالإنجليزية: Operation Copperhead) كانت عملية خداع عسكرى محدودة أدارها البريطانيون خلال الحرب العالمية الثانية، شكلت جزءاً من عملية الحارس الشخصي، خطة تغطية إنزال النورماندي في 1944. وكانت تهدف لتضليل الاستخبارات الألمانية بموقع الجنرال برنارد مونتغمري. كانت العملية من بنات أفكار دادلي كلارك في أوائل 1944 وذلك بعد مشاهدته لفيلم خمسة قبور إلى القاهرة (Five Graves to Cairo). وبعد انتهاء الحرب ألف السيد إى. كليفتون جيمس كتاباً عن العملية بعنوان «كنت دوبلير لمونتغمري» (I Was Monty's Double). والذي تحول بعدها إلى فيلم أُسند إلى جيمس دور بطولته.
ظنت القيادة الألمانية العليا أن مونتغمرى (أحد أبرز قادة الحلفاء) سيلعب دوراً رئيسياً في وضع أي جسر إنزال على القناة الإنجليزية. حيث رجح كلارك ومخططو عمليات الخداع الاَخرون أن ظهور شخص رفيع المستوى مثله خارج المملكة المتحدة سيعطى انطباعاً بعدم حدوث هجوم وشيك للحلفاء. وقد عُثر على إم. إى. كليفتون شبيهاً لمظهر مونتغمري والذي قضى بعض الوقت مع الجنرال ليتعرف على سلوكياته. وفي يوم 26 مايو 1944، سافر جيمس أولاً إلى جبل طارق وبعدها إلى الجزائر(العاصمة)، حيث ظهر في أماكن يعرف الحلفاء أن عملاء الاستخبارات الألمانية سوف يرصدونه فيها. ثم سافر سراً إلى القاهرة وظل مختبئاً حتى ظهر مونتغمري علانية في النورماندي عقب عملية الغزو.
لم يظهر أن العملية أثرت على الخطط الألمانية ولم يُبلغ عنها حسب التسلسل القيادى. حيث جرى تنفيذها قبل اليوم-دي بفترة زمنية، في خضم عمليات خداع الحلفاء المتعددة. ولربما شكت المخابرات الألمانية في كون الأمر خدعة، أو أنها لم تولي اهتماماً أكبر لسفر مونتغمري.

## خلفية تاريخية
المقال الرئيسي: عملية الحارس الشخصي
أجرت دول الحلفاء سلسلة مُعقدة من عمليات الخداع تحت المسمى الرمزى الحارس الشخصي، لأجل التحضير لغزو النورماندى في 1944. كان هدف الخطة العام هو إرباك القيادة الألمانية العليا بمكان الغزو وتوقيته تحديداً. حيث استُغرق ذلك وقتاً طويلاً في إعداد مجموعة الجيش الأول الأمريكي وهو جيش صوري جرى إعداده للتهديد بغزو ممر كاليه، إضافةَ إلى خطط خداع مرئية وسياسية لنقل خطة معركة وهمية يعُدها الحلفاء.Holt (2005), p. 897 وكانت عملية الأفعى تمثل جزءاً صغيراً من عملية الحارس الشخصي التي وضعها دادلي كلارك. الذي كان رائداً في فكر الخداع الاستراتيجي خلال وقت سابق من الحرب وأسسّ لذلك قسم عمليات خداع في القاهرة عُرف باسم القوة 'أ'. وكلاهما لم يكونا مسئولاً رسمياً عن التخطيط لعملية الحارس الشخصى (أُعطى هذا الدور إلى قسم مراقبة لندن). لكن بسبب موقع قسم عمليات التضليل، نظم مخططو عمليات الخداع بالقاهرة معظم العملية.
كان كلارك قد شاهد فيلم Five Graves to Cairo خلال زيارته نابولي في 1944 والذي ظهر فيه الممثل ميلز ماندر متقمصاً دور برنارد مونتغمرى في مشهد قصير. حيث تتضمن الفيلم شخصية تُحاكي شحصية أخرى واقترح كلارك مُحاكاة نفس الخدعة على أرض الواقع. وذلك بتنفيذ عملية لخداع القادة الألمان بموقع مونتغمرى خلال أيام قبل وقوع إنزال نورماندى مباشرة (فيما عرف بالاسم الرمزى عملية نبتون). كان مونتغمرى واحداً من أهم قادة الحلفاء البارزين بحيث توقعت القيادة الألمانية العليا مشاركته ضمن أي عملية غزو لفرنسا. وقد أمل كلارك في أن ظهور مونتغمري في جبل طارق وأفريقيا ربما يدعم فكرة غزو الحلفاء لجنوب فرنسا أكثر من فكرة عبور القناة الإنجليزية، كجزء من عملية الانتقام. وفي لندن، خطط كلارك وقسما مراقبة لندن وعمليات (ب) لعملية الأفعى كدعم لعملية الانتقام في فبراير 1944.

## العملية
كان الممثل ميلز ماندر المُشارك في فيلم Five Graves to Cairo، موجوداً في هوليوود ولكن لوحظ أنه أطول بكثير في الواقع. وكان قد حُدد شخصاً آخر كبديل لمونتغمري ولكن قبل تجنيده للعملية كُسرت ساقه في حادث دراجة بخارية. وأخيراً، وجد الفريق جيه. في. بى. جرفيس-ريد، رئيس قسم عمليات (ب)، صورة لمريك كليفتون جيمس في صحيفة الوقائع (News Chronicle) وهو مُمثل اُسترالى قَضى 25 عاماً في التمثيل قبل اندلاع الحرب، والتي جُند خلالها في فيلق الجيش الملكى للأجور. وحينها طُلب من العقيد ديفيد نيفن وهو ممثل بريطانى معروف الاتصال بجيمس وأن يعرض عليه اختباراً أمام الشاشة لأجل مجموعة من أفلام الجيش المُستقبلية. وعندما حضر جيمس لأجل المقابلة، أطلع على دوره الحقيقى.
لم يكن جيمس مثالياً لتأدية دور مونتغومري. كان قد فقَدَ إصبعاً خلال الحرب العالمية الأولى، ولهذا توجب صُنع طرف صناعي مكانه. كما لم يسبق له الطيران من قبل، لذلك أخذه دينيس ويتلي، من قسم مُراقبة لندن، لأداء اختبار طيران تجريبي للتأكد من أنه لا يعاني من دوار الجو. وأخيراً، كان جيمس يحتسى الخمر بشراهة ويدخن السيجار، في حين كان مونتغمري مُمتنعاً عن المُسكرات وكارهاً للتدخين. ولذلك كان مخططو عمليات الخداع قلقين من أن يُشاهد جيمس بينما يحتسي الخمر، فيُكشَف دوره. وبالرغم من ذلك مضت الخطة إلى الأمام قُدماً، بعد موافقة مونتغومري، رغم هذه العَقبات. ولكى يتقمص جيمس شخصية الجنرال، قضى معه بعض الوقت، مُتنكراً كصحافي، لكى يدرس سلوكياته.
استخدم مخادعو الحلفاء شبكة عملائهم المزدوجين لترويج فكرة أن مونتغومري سيقود القوات البرية خلال الغزو. وبعدها، طار جيمس ليلاً في 26 مايو 1944 من  قاعدة سلاح الجو الملكي في نورثولت إلى جبل طارق، حيث يدير الألمان مركز مراقبة يطل على المطار من داخل الحدود الإسبانية. كان على الطائرة أن تدور لمدة ساعة قبل أن تهبط لكى يستفيق جيمس من سُكره، والذي كان قد هرب زجاجة خمر من الجن على متن الطائرة. وعقب هبوطه تناول الإفطار مع السير رالف ايستوود، الحاكم البريطاني لجبل طارق قبل أن يعود إلى المطار مجدداً. كان الحلفاء قد رتبوا لإغناسيو مولينا بيريز، زيارة إلى مقر الحكومة، وهو مبعوث إسباني معروف بكونه عميل للألمان. وبعد ملاحظته مُغادرة جيمس، أسرع عبر الحدود لإبلاغ مسؤله الألماني.
بعدها سافر جيمس إلى الجزائر (العاصمة)، حيث اُستقبل علانية في المطار وذهب في سيارة لمقابلة الجنرال مايتلاند ويلسون، لعقد اجتماع صورى بشأن مناقشة العمليات ضد جنوب فرنسا. وبالرغم من هذا، نَقلهُ ريكس هامر من القوة «أ» بهدوء إلى فيلا نائية. حيث تُشير الشائعات إلى أن سبب ذلك هو أن جيمس شوهد وهو يدخن ويتجول حول العاصمة، لذا قرر مخططو العملية إيقاف جوالاته القصيرة. وأياً كان السبب، ففي اليوم التالي، نُقل جيمس إلى القاهرة، خلافاً للمُحطط. وظل مُختبئاً هناك حتى ظهر مونتغومري علانية في فرنسا. وفي ذات الوقت، جُند عُملاء مزدوجين في شمال إفريقيا لتمديد المهزلة لبضعة أيام أخرى، بالتلميح إلى كون مونتغمري ما زال في المنطقة.

## التأثير
إن تأثير عملية الأفعى مُبهم. فقد أُبلغ عن هذه الزيارة حسب تسلسل القيادة الألمانية، وبعدها تلقى بعض العملاء المزدوجين طلبات للحصول على معلومات حول تحركات مونتغمري. ولكن ليس هناك ما يُشير إلى أن زيارة مونتغمري قد أثرت على وجهة النظر الألمانية حول وجود تهديد وشيك بالغزو. وفي عام 2011 عزا المؤرخ جوشوا ليفين هذا الانطباع في إحدى كتاباته إلى حقيقة أن عملية الخداع حدثت قبل عشرة أيام من اليوم-دي، بحجة أنه لم يكن هناك سبب للقيام بزيارة جوية إلى شمال إفريقيا لإعاقة حدوث غزو وشيك.
وهناك عامل آخر هو أنه في أوائل  مايو عام 1944، فقد أبلَغ عميل لا يتبع أي جهاز استخباراتي يُقيم بإسبانيا (كان يبيع معلومات استخباراتية وهمية إلى الألمان) بتفاصيل عن اجتماع في جبل طارق بين العديد من ضباط الحلفاء رفيعي المستوى. وأشارت الوثائق التي عُثر عليها بعد الحرب إلى أن الألمان وجدوا أن هذه المعلومة مشبوهة، وربما عالجوا ظهور مونتغمري بنفس القدر من الشك واليقين. وعلى الرغم من تلقى العملاء المزدوجين العديد من الطلبات العاجلة من المخابرات الألمانية حول مكان وجود مونتغمري، إلا أنه لا يبدو أن هذه المعلومات قد أُرسلت إلى القيادة الألمانية في فرنسا. فوفقاً لجنرالات العدو الذين أُسروا، فإن المخابرات الألمانية ظنت أنه مونتغمري، على الرغم من أنهُم (أي الجنرالات) ما زالوا يعتقدون أنها كانت خدعة. ومع ذلك فقد ضلَلَت عملية الخداع للحارس الشخصي القيادة الألمانية فيما يتعلق بنوايا الحلفاء وبظهور مونتغمري الواضح في جبل طارق أضاف إلى تلك الصورة جزءاً قليلاً.
أما جيمس فلم يكن مستمتعاً بالتجربة. فعلى الرغم من حصوله على أجر مُكافئ (10 جنيهات إسترلينية في اليوم الواحد) لتقمصه دور مونتغمري خلال العملية، إلا أنها كانت مَهمة شاقة. وعقب ظهور مونتغومري علانيةً عند رأس جسر نورماندي، طار جيمس إلى إنجلترا واستأنف دوره داخل فيلق الأجور مع تحذيره بعدم مناقشة العملية. وعلق دنيس ويتلي، في مذكراته، بأنه شعر أن جيمس قد عومل «بخسة» على جهوده.

## توابع لاحقة
في عام 1954 ألف جيمس كتاباً عن العملية بعنوان كنت دوبلير لمونتغمرى I Was Monty's Double (نشر في الولايات المتحدة باسم الجنرال المزيف Counterfeit General) ولم تبذل الحكومة البريطانية أي محاولة لوقف نشر الكتاب، وفي عام 1958 تحول الكتاب إلى فيلم يحمل نفس الاسم. تألق فيه جيمس سواء مؤدياً دوره أو دور مونتغمري وشاركه الممثل جون ميلز في دور عميل الاستخبارات.

## الممصادر
1. ↑  Holt (2005), p. 811
2. ↑  Rankin (2008), p. 178
3. 1 2 3 4 5 6 7  Levine (2011), pp. 262–263
4. 1 2 3 4 5 6 7 8 9  Holt (2005), pp. 560–561
5. 1 2  Casey (2005)
6. 1 2 3 4  Rusbridger (1991), p. 178
7. ↑  Hesketh (1999), pp. 122–124
8. 1 2  Wise (2002), p. 36
9. 1 2 3 4  Levine (2011), pp. 264–266
10. ↑  Niv: The Authorized Biography of David Niven by Graham Lord, Orion Books, 2003. p. 123
11. ↑  Holt (2005), p. 786

### للمزيد من القراءة
- British National Archives, "A" Force Permanent Record File, Narrative War Diary, CAB 154/4 pp. 85–90